# Robot-tech
Robot-tech.jpは、科学情報出版が運営する日本のポータルサイト。

国内最大級のロボット・ドローンに関する技術情報を掲載している。

## 主なサービス

### ロボット・ドローン関連製品のカタログ検索
ロボット・ドローンに関連する製品のカタログデータベースサービス。

### ロボット・ドローン関連展示会検索
ロボット・ドローンに関連する展示会データベースサービス

### ロボット・ドローン関連基礎技術
ロボット・ドローンに関連する基礎的な技術情報の提供。

### ロボット・ドローン関連書籍
ロボット・ドローンに関連する技術書・専門書を掲載

### ロボット・ドローン関連求人
ロボット・ドローンに関連する求人情報を掲載

この他、様々なロボット・ドローンに関する情報を掲載している。